# Carl Magnus Palm
Carl Magnus Palm, född 9 april 1965, är en svensk musikboksförfattare bosatt i Stockholm. Han har skrivit originalböcker både på svenska och engelska, och har även skrivit häftestexter till otaliga CD-utgåvor, framförallt för nyutgåvor av Abba:s musik. Hans böcker finns översatta till  danska, finska, tyska, engelska, norska, japanska, ryska, tjeckiska, polska, estniska, ungerska, portugisiska och italienska.